# Tavastehus kyrkliga samfällighet
Tavastehus kyrkliga samfällighet (finska: Hämeenlinnan seurakuntayhtymä) är en lokal förvaltningsenhet inom Evangelisk-lutherska kyrkan i Finland. Samfälligheten grundades år 2009. Tavastehus kyrkliga samfällighet ligger i Egentliga Tavastland och till samfälligheten hör Tavastehus-Vånå församling, Hauho församling, Kalvola församling och Lampis församling. 
Samfälligheten hör till Tammerfors stift. År 2019 hade alla församlingar i Tavastehus kyrkliga samfällighet tillsammans 48 899 medlemmar vilket motsvarade 72,3 procent av befolkningen i området.

## Kyrkor och lokaler
Tavastehus kyrkliga samfällighet har åtta kyrkor, åtta kapell och åtta församlingshus. Dessutom har samfälligheten flera klubblokaler, två prästgårdar och tre lägergårdar. Kaunisniemi, Loimalahti och Syöksynsuu lägergårdar används av församlingar och lokala scoutkårer.

### Kyrkor
|                  | Byggår     | Antalet sittplatser |
| ---------------- | ---------- | ------------------- |
| Tavastehus kyrka | 1798       | 750                 |
| Hätilä kyrka     | 1956       | 216                 |
| Hauho kyrka      | 1500-talet | 600                 |
| Kalvola kyrka    | 1921       | 500                 |
| Lampis kyrka     | 1490–1510  | 450                 |
| Rengo kyrka      | 1400-talet | 300                 |
| Tulois kyrka     | 1520       | 200                 |
| Vånå kyrka       | 1400-talet | 300                 |